# Teslova (Plzeň)
Teslova je ulice v městské čtvrti Skvrňany v Plzni. Spojuje ulici U Nové Hospody s Daimlerovou. Nachází se mezi Daimlerovou a Univerzitní ulicí. V polovině své délky je křížena Morseovou ulicí. Pojmenovaná je po srbském vynálezci a fyzikovi Nikolovi Teslovi. Veřejná doprava ulicí neprochází, avšak je situována do ulice U Nové Hospody, kde se nachází zastávka Borská pole, která se dříve jmenovala Borská pole, Teslova.

## Firmy a instituce
- vědeckotechnický park[2]
- česko-německá kancelář (posílení hospodářských styků mezi Českou republikou a Bavorskem)[3]

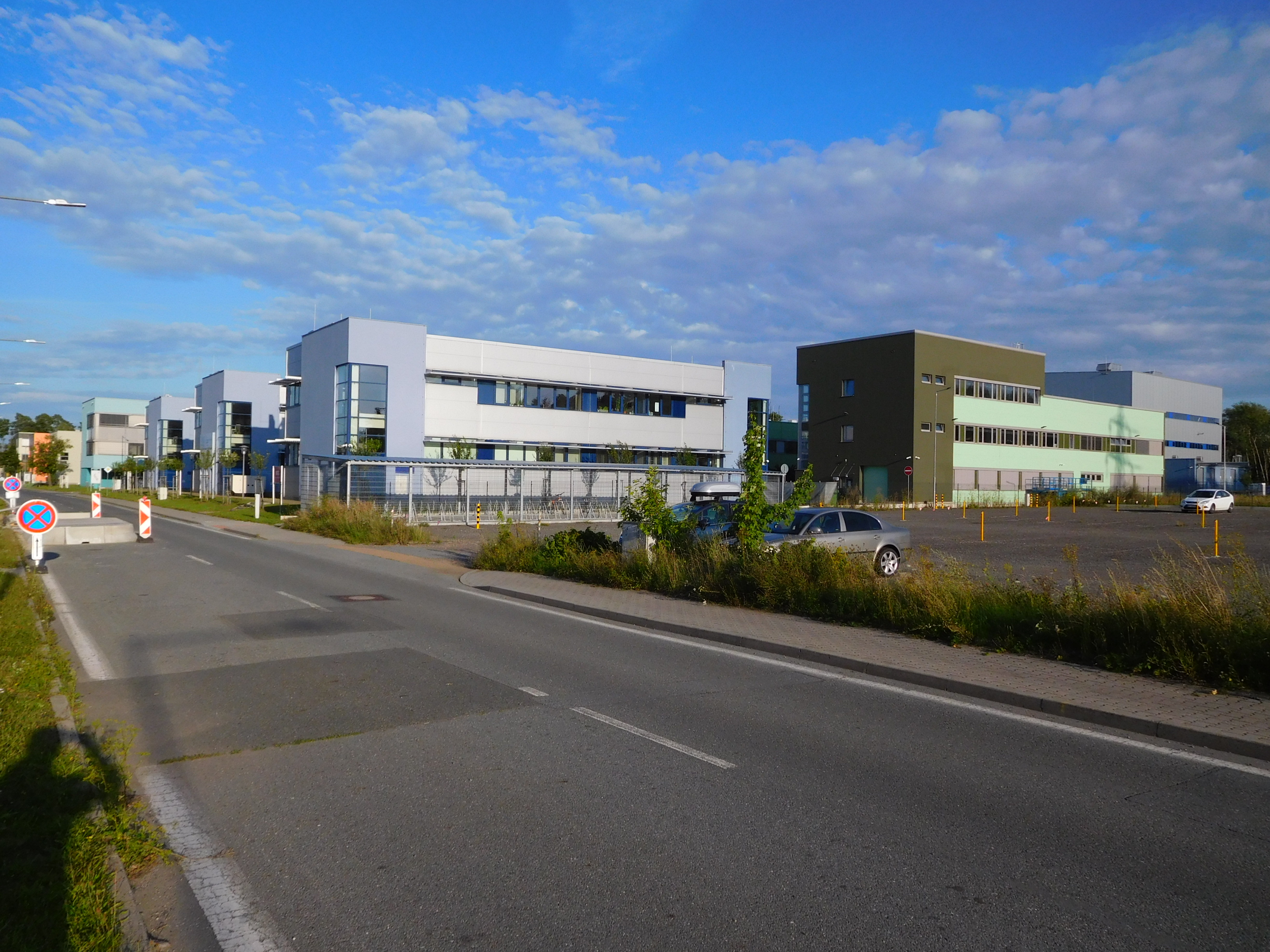
Vědeckotechnický park
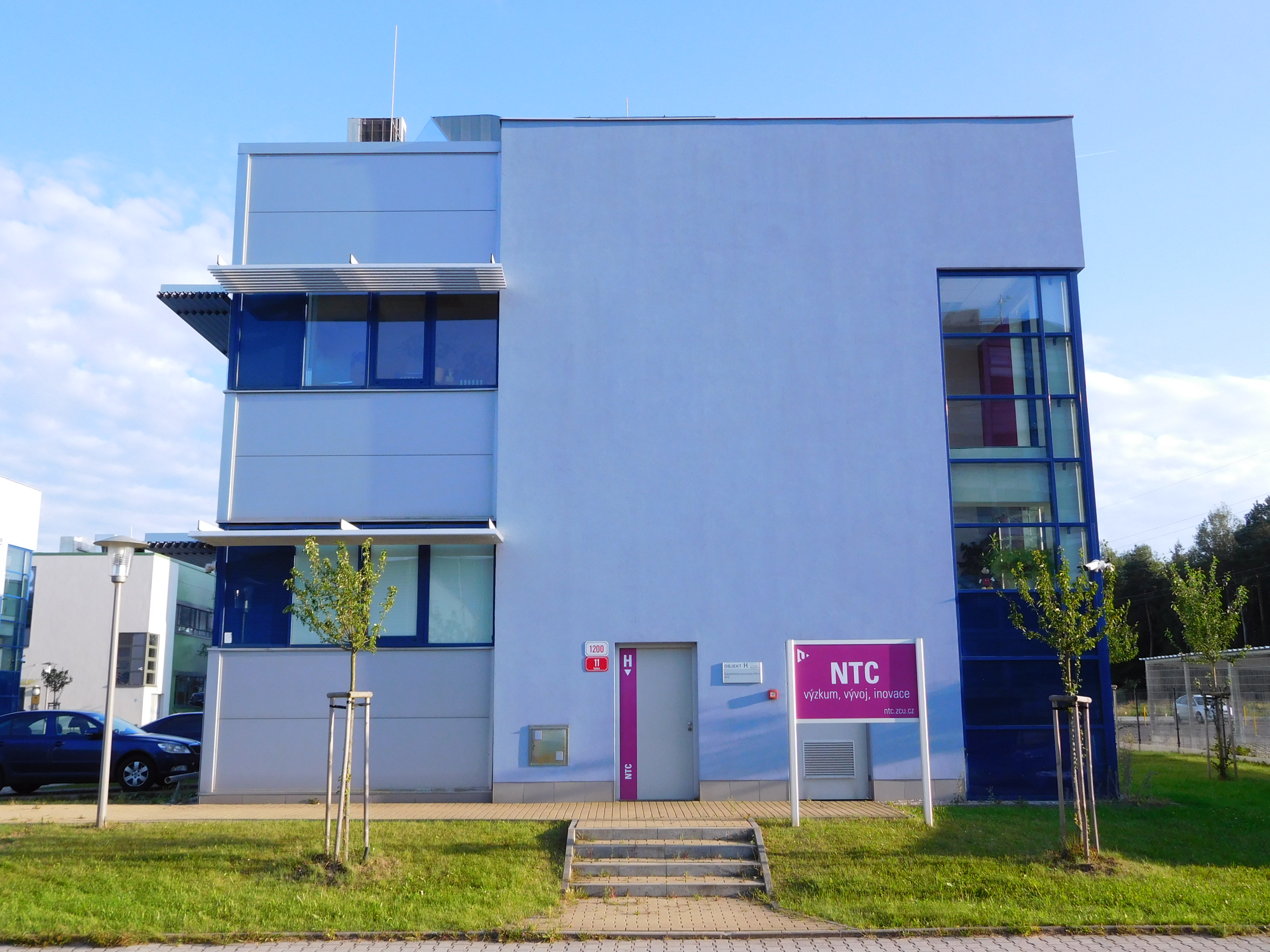
Nové technologie - výzkumné centrum Západočeské univerzity
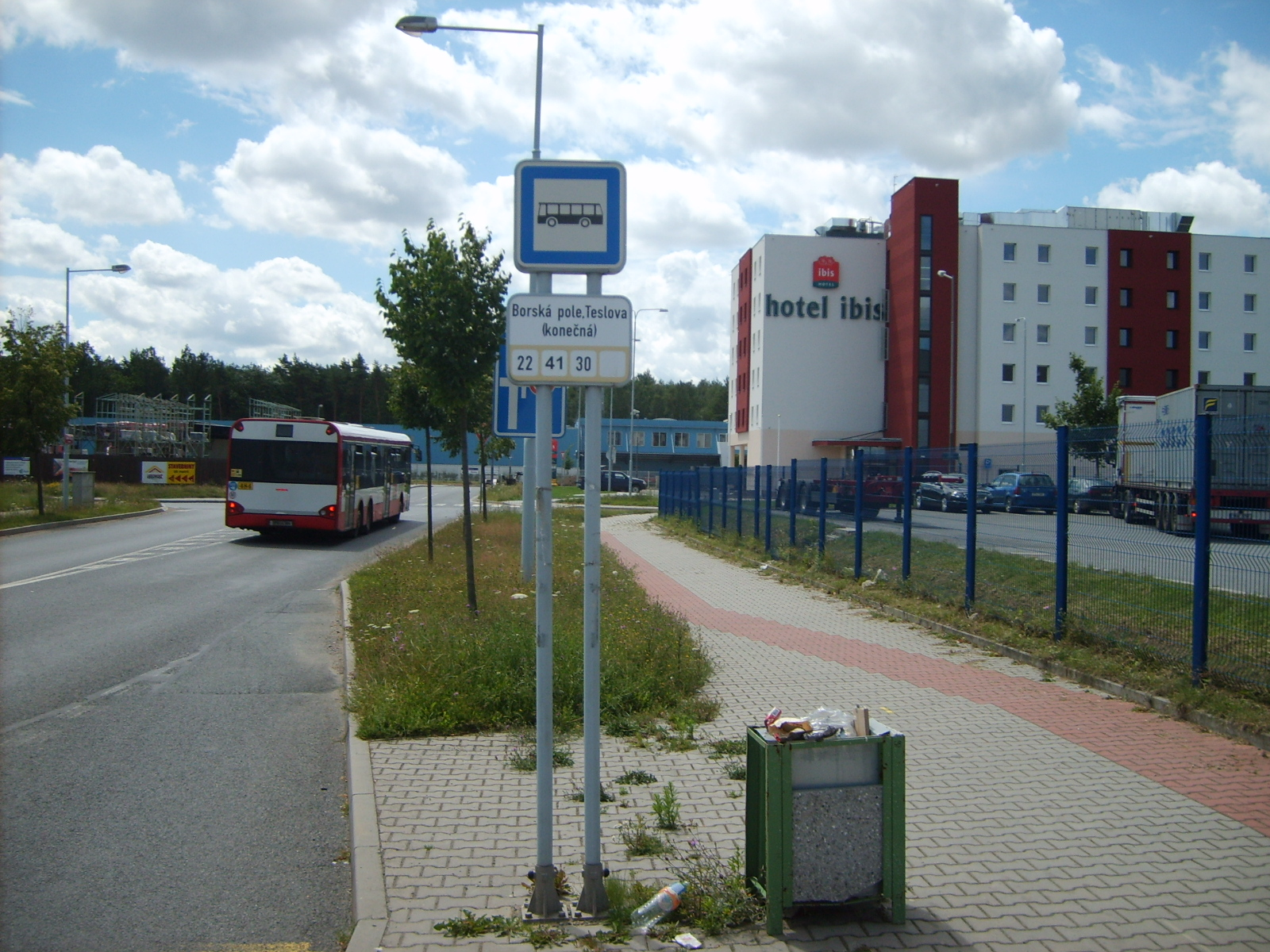
Zastávka Borská Pole, Teslova v ulici U Nové Hospody
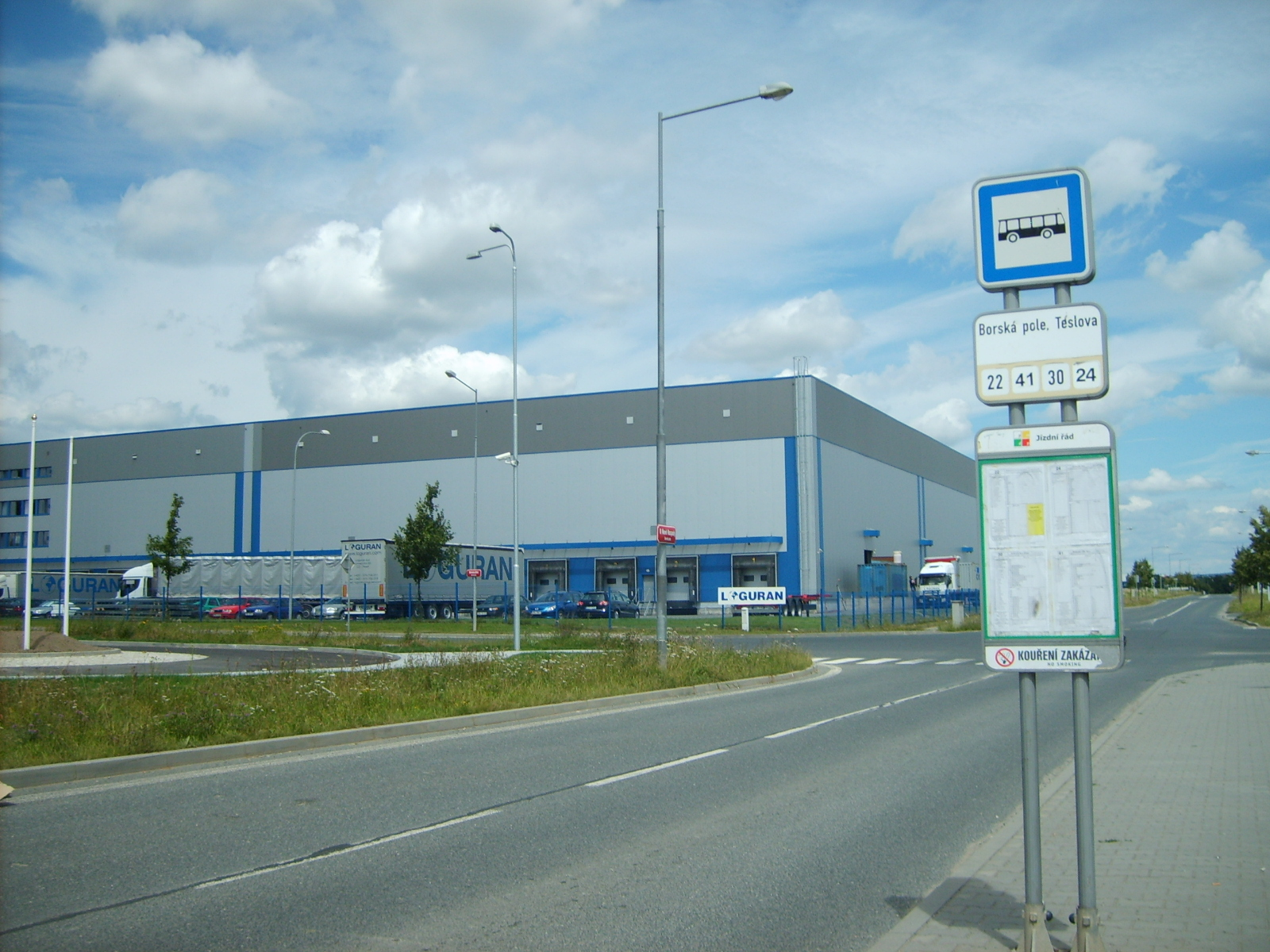
Zastávka Borská Pole, Teslova v ulici U Nové Hospody